# Абу Бакр аль-Маррузи
Абу́ Бакр А́хмад ибн Муха́ммад аль-Марру́зи (араб. أبو بكر المَرُّوْذِيُّ‎, ум. в 888 году в Багдаде) — известный багдадский хадисовед и факих ханбалитского мазхаба, ученик и последователь Ахмада ибн Ханбаля.

## Биография
Его полное имя: Абу Бакр Ахмад ибн Мухаммад ибн аль-Хаджжадж аль-Маррузи (араб. أبو بكر أحمد بن محمد بن الحجاج المروذي‎). Абу Бакр родился около 815 года. Его отец был хорезмийцем, а мать — родом из Мерверруда (Марруз) в Хорасане.
Был одним из выдающихся учеников и последователей Ахмада ибн Ханбаля, обучался хадисам у Харуна ибн Ма’руфа, Убайдуллаха ибн Умара аль-Каварири, Усмана ибн Абу Шейбы и др. От него передавали хадисы: Абу Бакр аль-Халлал, Мухаммад ибн Мухаллад аль-Аттар, Абдуллах аль-Хараки и многие другие. Абу Бакр аль-Халлал называл аль-Маррузи самым выдающимся учеником Ахмада ибн Ханбаля, так же о нём отзывался аль-Хатиб аль-Багдади.
Абу Бакр аль-Маррузи скончался в месяце Джумада аль-уля 275 года по мусульманскому календарю (888 год) в Багдаде.